# Beki Bekić
Beki Bekić (Gusinje, 29. novembar 1961) srpski je pevač narodne muzike i kompozitor poreklom iz Gusinja.

## Biografija
Beki Bekić, po rođenju Behljulj Behljuljević, rođen je u Gusinju (NR Crna Gora, FNR Jugoslavija) 29. novembra 1961. godine.

## Muzička karijera
Beki je svoju prvu singl ploču snimio 1981. Prvi album izdao je 1985. godine, sa kog se je izdvojila pesma Ti si me opila. Album iz 1986. prošao je slabije, da bi na albumu iz 1989. pesma Alipašin izvor postala hit. Godine 1991. je takođe imao hit Ti i ja, srca dva. Sa prelaskom u ZaM 1992. godine izdao je album na kom je bilo čak 5 hitova: Konja vrana i sat zlatni, Marama šarena, Možda te još volim, Pomozi mi majko i Imam jedno pitanje. Narednih godina se nižu hitovi: Šećeru moj, Kako decu da delimo, Pomozite drugovi, Otac, Sokolica, Uno, due, tre, Zlatija, Košulja mi pocepana, Čubura i drugi. Od 2000. do 2004. godine pravio je pauzu i nakon toga snimio album Boja mastila, sa kog je naslovna numera postala hit.
Muziku je komponovao mnogim poznatim pevačima i pevačicama, među kojima su i Dragana Mirković, Šaban Šaulić, Sneki, Buba Miranović, Nino, Zlata Petrović, Šeki Turković i drugi.

## Diskografija

### Albumi
- Meni mala zamera (1985)
- Ne zaboravi me (1986)
- Joj što volim muziku narodnu (1987)
- Alipašin izvor (1989)
- Život je tamnica (1991)
- Možda te još volim (1992)
- Šećeru moj (1993)
- Prodavac samoće (1995)
- Zlatija (1997)
- Rani me rani (1999)
- Boja mastila (2004)
- Veliko srce (2008)
- Tebi pjevam oj Gusinje moje (2012)
- Crni dijamant (2013)

### Singlovi
- Lažno pismo / Odlazim na pusto ostrvo (1981)

## Festivali
- 1985. Hit parada - Sve što boli, ožiljak ostavlja
- 1987. Mlava peva julu, Veliko Laole - Izvireš u meni
- 1988. Raspevana Šumadija, Kraljevo - Meni stara ljubav nedostaje
- 1995. Poselo 202 - Zašto me ostavljaš ti
- 2012. Lira - Nisam smeo, druga nagrada za interpretaciju